# Niedernberg
Niedernberg település Németországban, azon belül Bajorországban. Lakosainak száma 4848 fő (2023. december 31.). Niedernberg Sulzbach am Main és Großwallstadt községekkel határos.

## Népesség
A település népessége az elmúlt években az alábbi módon változott:
| Lakosok száma | 1935 | 3047 | 3426 | 4863 | 4913 | 4993 | 4964 | 4937 | 4900 | 4848 |
|               | 1950 | 1975 | 1987 | 2012 | 2013 | 2015 | 2016 | 2019 | 2021 | 2023 |